# Гиродин

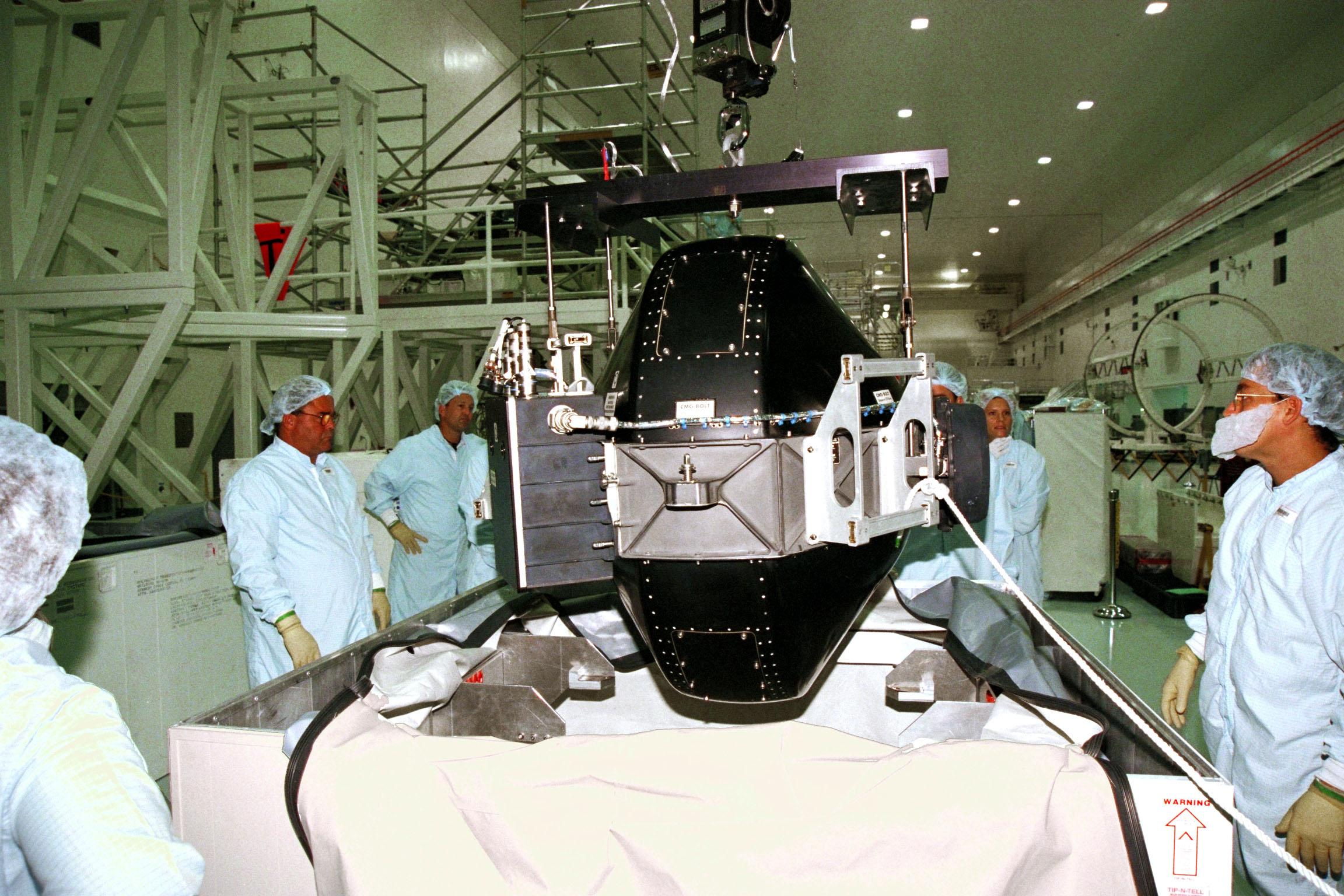
Технический персонал Боинга готовит гиродин CMG-1 (впоследствии вышедший из строя) для экипажа STS-93, который установит его на ферму Z1 МКС.
(Фото НАСА, 1998 год)

Гиродин — механизм, вращающееся инерциальное устройство, применяемое для высокоточной стабилизации и ориентации, как правило, космических аппаратов (КА), обеспечивающее правильную ориентацию их в полёте и предотвращающее беспорядочное вращение.
Гиродин — это двухстепенный управляющий силовой гироскоп, выступающий в роли гиростабилизатора; на КА он заменил более простые, но менее точные и удобные в использовании системы на базе двигателя-маховика.
Принцип работы гиродина заключается в создании гироскопического момента, действующего через опоры гироскопа.
Действие этого устройства основано на законе сохранения момента импульса. Например, когда двигатель-маховик раскручивается в одну сторону, то КА, соответственно, начинает вращаться в другую сторону. Если под влиянием внешних факторов КА начал разворачиваться в определённом направлении, достаточно увеличить скорость вращения маховика в ту же сторону, чтобы он скомпенсировал момент («принял вращение на себя») и нежелательный поворот КА прекратится. Также возможно приложение вращательного момента поперёк оси вращения маховика (без изменения его скорости вращения) - это приводит к прецессии маховика и его сопротивлению приложенным силам (что может рассматриваться как «вращательная опора», способная «принять в себя» момент импульса в пределе до разворота оси маховика на противоположное направление).
Двухстепенной гиростабилизатор, применяемый в космической промышленности США, носит название CMG от англ. control momentum gyroscope (буквально: гироскоп с управляющим моментом).

## Конструкция
Размеры гиродинов
Чтобы гиродины были эффективны, они должны обладать большим моментом инерции, что предполагает значительную массу и размеры. Для крупных спутников силовые гироскопы могут быть очень велики. Например, три силовых гироскопа американской орбитальной станции «Скайлэб» весили по 110 кг каждый и вращались с частотой около 9000 об/мин.
На Международной космической станции (МКС) гиродины — это устройства с размерами более метра по осям измерений и массой около 300 кг. Несмотря на значительную массу, использовать их всё же выгоднее, чем постоянно снабжать станцию топливом.

## Практические аспекты использования
Если речь идёт о применении гиродинов в беспилотном аппарате, управление которым осуществляется дистанционно, то приоритетной становится высокоточная ориентация корабля для обеспечения устойчивой дальней космической связи, осуществляемой с помощью узконаправленных параболических антенн.
Для стабилизации аппарата достаточно трёх двигателей-маховиков со взаимно перпендикулярными осями. Но в ответственных транспортных средствах их ставят больше для лучшей отказоустойчивости. Как и всякие изделия, имеющие высоконагруженные и высокоскоростные трущиеся подвижные детали, маховики и гиродины с механическим подшипником в роторе имеют ограниченный ресурс и ломаются. Так, в 1997 для замены отработавших свой ресурс и вышедших из строя двигателей-маховиков на телескопе «Хаббл» была организована специальная ремонтная миссия STS-82. В 2004 году для ремонта гиродинов на МКС её экипажу пришлось совершить несколько выходов в открытый космос.

### Разгрузка гиродинов
Как двигатели-маховики, так и гиродины имеют ограничение по созданию механического момента. Крупные двигатели-маховики нельзя разгонять быстрее нескольких сотен или максимум тысяч оборотов в минуту из-за ограничений в подшипниках, которые также должны выдерживать инерционные нагрузки массивного маховика. Если внешние возмущения постоянно закручивают аппарат в одну и ту же сторону, то со временем маховик выходит на предельные обороты, и его приходится «разгружать», включая двигатели ориентации и уменьшая обороты маховика.
Гиродины используют поворот оси маховиков для создания гироскопического момента. После поворота рамок гироскопа более чем на 90 градусов гироскопический момент меняет знак на противоположный. Поэтому, во избежание значительного уменьшения гироскопического момента, в случае гиродина также приходится включать двигатели ориентации, «разгружая» кинематику гироскопа. Создание безразгрузочных гиродинов не представляется возможным из-за закона сохранения момента импульса, который, в частности, может изменять обороты роторов гиродина. Последнее зачастую не учитывается в парафизических изобретениях угловых инерциоидов из-за использования упрощённых прецессионных моделей гироскопов.